# Skirsjön (Björkviks socken, Södermanland)
Skirsjön är en sjö i Katrineholms kommun i Södermanland och ingår i Nyköpingsåns huvudavrinningsområde.